# Limans
Limans ist eine französische Gemeinde mit 387 Einwohnern (Stand 1. Januar 2022) im Département Alpes-de-Haute-Provence in der Region Provence-Alpes-Côte d’Azur; sie gehört zum Arrondissement  Forcalquier und zum Kanton  Forcalquier.

## Geographie
Nachbargemeinden von Limans sind Ongles im Norden und Osten, Forcalquier im Südosten, Mane im Süden, Revest-de-Brouesses im Westen und Lardiers im Nordwesten.
Das Gemeindegebiet ist Teil des Regionalen Naturparks Luberon.

## Bevölkerungsentwicklung
| Jahr      | 1962 | 1968 | 1975 | 1982 | 1990 | 1999 | 2007 | 2016 |
| Einwohner | 111  | 125  | 156  | 158  | 253  | 289  | 332  | 364  |

## Wirtschaft
In Limans existiert die ursprüngliche der inzwischen zehn Kooperativen der Bewegung Longo maï.

## Sehenswürdigkeiten
- Befestigter Bauernhof im Ortsteil Ybourges (13./14. Jahrhundert, Monument historique)
- Kirche Saint Georges (14. Jahrhundert mit Resten, die ins 6. Jahrhundert zurückreichen)